# Михнев, Гавриил Нестерович
Гавриил Нестерович Михнев (1909—1983) — красноармеец Рабоче-крестьянской Красной Армии, участник Великой Отечественной войны, Герой Советского Союза (1944).

## Биография
Родился 7 апреля 1909 года в селе Камышное (ныне — Беловский район Курской области). После окончания начальной школы работал в райпотребсоюзе. В 1941 году был призван на службу в Рабоче-крестьянскую Красную Армию. С августа того же года — на фронтах Великой Отечественной войны.
К сентябрю 1943 года красноармеец Гавриил Михнев был сапёром 188-го отдельного сапёрного батальона 167-й стрелковой дивизии 38-й армии Воронежского фронта. Отличился во время битвы за Днепр. В ночь с 26 на 27 сентября 1943 года в числе первых переправил через Днепр в районе села Вышгород Киевской области Украинской ССР десантную группу. Затем совершил ещё несколько рейсов, а также принял личное участие в боях за удержание и расширение плацдарма.
Указом Президиума Верховного Совета СССР «О присвоении звания Героя Советского Союза генералам, офицерскому, сержантскому и рядовому составу Красной Армии» от 10 января 1944 года за «образцовое выполнение боевых заданий командования на фронте борьбы с немецко-фашистскими захватчиками и проявленные при этом отвагу и геройство» был удостоен высокого звания Героя Советского Союза с вручением ордена Ленина и медали «Золотая Звезда».
После окончания войны демобилизован. Проживал на родине, работал в колхозе. Скончался 13 сентября 1983 года.
Был также награждён рядом медалей.